# فيلادلفيا دائما مشمسة (الموسم الثامن)
الموسم الثامن من المُسلسل الكوميدي الأمريكي فيلادلفيا دائماً مشمسة، بدأ عرضهُ في 11 أكتوبر، 2012، على قناة "FX". وتكون من 10 حلقات، إنتهى عرضهُ في 20 ديسمبر، 2012.

## الممثلين والشخصيات

### شخصيات رئيسية
- تشارلي داي بدور تشارلي كيلي (10 حلقة)
- غلين هاورتون بدور دينيس رينولدز (10 حلقة)
- روب ماكيلهيني بدور ماك (10 حلقة)
- كايتلين اولسون بدور دياندرا رينولدز (10 حلقة)
- داني ديفيتو بدور فرانك رينولدز (10 حلقة)

### شخصيات متكررة
- ماري إليزابيث إليس بدور النادلة (1 حلقة)
- ديفيد هورنسبي بدور ماثيو «ريكيتي كريكت» مارا (1 حلقة)
- آرتيميس بيبداني بدور آرتيميس (1 حلقة)
- ليني ستيوارت بدور السيدة. كيلي (1 حلقة)
- ساندي مارتن بدور السيدة. ماكدونالد (1 حلقة)
- برايان أنغر بدور المحامي (1 حلقة)
- كاثرين ريتمان بدور مورين بونديروسا (1 حلقة)
- جيمي سيمبسون بدور ليام ماكبويل (1 حلقة)
- نايت موني بدور رايان ماكبويل (1 حلقة)
- لانس باربربدور بيل بونديروسا (1 حلقة)
- ثيسي سيرفس بدور مارغريت ماكبويل (1 حلقة)
- ريتشارد روكولو بدور ممثل الشركة (1 حلقة)
- اليخاندرو باتينو بدور السيد. خواريز (1 حلقة)

### ضيوف الحلقات
- غييرمو ديل تورو بدور بابي ماكبويل
- أليكساندرا داداريو بدور روبي تافت
- جوش كاسابون بدور تريفور تافت
- كيري كيني-سيلفر بدور الطبيبة النفسية
- شون كومبس بدور الدكتور. جنكس

## الحلقات
| تسلسل إجمالي | تسلسل الموسم | عنوان الحلقة "بالإنجليزية"                  | إخراج      | كتابة                                   | تاريخ العرض    | رمز الإنتاج | عدد المشاهدين بالمليون |
| ------------ | ------------ | ------------------------------------------- | ---------- | --------------------------------------- | -------------- | ----------- | ---------------------- |
| 85           | 1            | "Pop-Pop: The Final Solution"               | مات شاكمان | تشارلي داي، غلين هاورتون وروب ماكيلهيني | 11 أكتوبر 2012 | XIP08002    | 1.05                   |
| 86           | 2            | "The Gang Recycles Their Trash"             | مات شاكمان | تشارلي داي، غلين هاورتون وروب ماكيلهيني | 18 أكتوبر 2012 | XIP08001    | 1.10                   |
| 87           | 3            | "The Maureen Ponderosa Wedding Massacre"    | ريكي كين   | تشارلي داي، غلين هاورتون وروب ماكيلهيني | 25 أكتوبر 2012 | XIP08009    | 1.12                   |
| 88           | 4            | "Charlie and Dee Find Love"                 | ريكي كين   | تشارلي داي، غلين هاورتون وروب ماكيلهيني | 1 نوفمبر 2012  | XIP08006    | 1.39                   |
| 89           | 5            | "The Gang Gets Analyzed"                    | تود بيرمان | لوف راكي                                | 8 نوفمبر 2012  | XIP08005    | 1.11                   |
| 90           | 6            | "Charlie's Mom Has Cancer"                  | ريكي كين   | سكوت ماردر وروب روزيل                   | 15 نوفمبر 2012 | XIP08008    | 0.94                   |
| 91           | 7            | "Frank's Back in Business"                  | ريكي كين   | ديف وجون تشيرنين                        | 29 نوفمبر 2012 | XIP08007    | 1.08                   |
| 92           | 8            | "Charlie Rules the World"                   | مات شاكمان | ديفيد هورنسبي                           | 6 ديسمبر 2012  | XIP08003    | 1.01                   |
| 93           | 9            | "The Gang Dines Out"                        | مات شاكمان | ميهار سيثي                              | 13 ديسمبر 2012 | XIP08004    | 0.92                   |
| 94           | 10           | "Reynolds vs. Reynolds: The Cereal Defense" | ريكي كين   | تشارلي داي، غلين هاورتون وروب ماكيلهيني | 20 ديسمبر 2012 | XIP08010    | 0.94                   |

## وصلات خارجية
- قائمة حلقات فيلادلفيا دائما مشمسة  على قاعدة بيانات الأفلام على الإنترنت